# 人偶學園
人偶學園（日语：人形学園）是由中國大陸遊戲製作商米哈遊與中國大陸動畫製作公司繪夢想出品的短篇動畫，作品中角色主要來自《崩壞3》遊戲中的人偶。

## 製作人員
導演：周半癲
角色設計: 莊君達、盛世傑、Quiescence
作畫監督：黃申紅
音響監督：郭川
音響製作：Alice工坊
配音導演：彭博
錄音：高靈傑
混音：郭川
音樂製作：郭川、嚴世濤
動畫製作：繪夢想
日文配音版本製作人員
音響監督：土屋雅紀
音響製作：Atomic Monkey
收錄工作室：Video Tech 南青山工作室、Sound in Studio

## 音樂
中文版本片頭曲《小傢伙》
演唱：hanser
作曲、編曲：文馳
作詞：hanser
混音：文馳
日文版本片頭曲《チビちゃん》
演唱：hanser
作曲、編曲：文馳
作詞：hanser
混音：文馳
歌詞翻譯：陸靜怡、井上拓郎
片尾曲《ELF Fantasy》
作曲、編曲、混音：文馳

## 各話列表
| 集數 | 標題                                         | 首播日期      |
| ---- | -------------------------------------------- | ------------- |
| 1    | 如果同學是中二病該怎麼辦？                   | 2021年7月10日 |
| 2    | 如果今天姐姐不在家該怎麼辦？                 | 2021年7月17日 |
| 3    | 如果我姐姐是魔法少女該怎麼辦？               | 2021年7月17日 |
| 4    | 如果女王大人要被搶走了該怎麼辦？             | 2021年7月24日 |
| 5    | 如果遇到絕世高手來問路了該怎麼辦？           | 2021年7月31日 |
| 6    | 如果學園裡出現了巨大機器人該怎麼辦？         | 2021年8月14日 |
| 7    | 如果春遊時迷路了找不到目的地該怎麼辦？       | 2021年8月21日 |
| 8    | 如果不小心召喚出了超厲害的前輩該怎麼辦？     | 2021年8月28日 |
| 9    | 如果因為不可抗力學園就要被廢棄了該怎麼辦？   | 2021年9月4日  |
| 10   | 如果想成為偶像來拯救破產的人偶學園該怎麼辦？ | 2021年9月11日 |